# Vanina (chanson)
Pour les articles homonymes, voir Vanina.
Singles de Dave
Trop beau (Sugar Baby Love)
(1974) Mon cœur est malade
(1975)
Pistes de Dave
Ophélie
(5) Dansez maintenant
(7)
Vanina est l'adaptation française de la chanson Runaway de Del Shannon (1961) interprétée par Dave avec des paroles de Patrick Loiseau, sortie en single en 1974 puis parue sur l'album Dave en  1975.
La mélodie de son refrain est, au même titre que le pont instrumental de Runaway, tirée du finale Capriccio du Concerto pour violon d'Igor Stravinsky.
Le vers « Un seul être vous manque et tout est dépeuplé » est tiré du poème L'Isolement d'Alphonse de Lamartine.
Avant cette version chantée par Dave, Runaway avait déjà été adaptée en français par André Salvet et Lucien Morisse sous le titre Mon amour disparu, chantée par Rocky Volcano en 1961 puis par Richard Anthony et Orlando.

## Classements et certification

### Classements hebdomadaires
| Classement (1974-1975)                     | Meilleure position |
| ------------------------------------------ | ------------------ |
| Belgique (Flandre Ultratop 50 Singles)     | 27                 |
| Belgique (Wallonie Ultratop 50 Singles)    | 12                 |
| Finlande (Suomen virallinen lista)         | 17                 |
| France (IFOP)                              | 1                  |
| Italie (IFPI) Runaway (version anglophone) | 32                 |
| Québec (Palmarès francophone)              | 22                 |

| Classement (2011) | Meilleure position |
| ----------------- | ------------------ |
| France (SNEP)     | 90                 |

### Certification
| Pays   | Certification | Date | Ventes certifiées | Ventes réelles |
| ------ | ------------- | ---- | ----------------- | -------------- |
| France | Or            | 1974 | 500 000           | 800 000        |

## Utilisation dans d'autres œuvres
- 2011 : Very Bad Blagues du Palmashow - diffusé à la radio puis chanté par Grégoire Ludig et David Marsais.
- 2012 : Nos plus belles vacances de Philippe Lellouche - bande originale.
- 2013 : Le Prénom d'Alexandre de La Patellière et Matthieu Delaporte - chanté par Valérie Benguigui.
- 2021 : Dans la bande originale du film Un tour chez ma fille.
- 2023 : Vincent doit mourir de Stéphan Castang - chanté par Karim Leklou puis générique de fin.